# 노르웨이 중앙은행
노르웨이 중앙은행(노르웨이어: Norges Bank / Noregs Bank)은 노르웨이의 중앙은행으로서 전통적인 중앙은행의 역할 외에도 노르웨이 연금을 관리한다. 노르웨이 정부의 연금은 유동성 펀드로서 세계에서 가장 시장이 큰 투자처로 꼽히기도 한다.
2005년 12월 31일 기준으로 총 직원은 547명이며 모든 간부급 이상 위원회는 노르웨이 국왕에 의해 추천된 뒤 노르웨이 국가 위원회에서 심의한다. 은행을 총괄하는 총재는 스베인 제드럼으로서 총재와 부총재는 매년 주요 재계 행사에 참석하곤 한다.
노르웨이 중앙은행 투자 관리처(NBIM)는 별도의 기관으로 노르웨이 중앙은행과는 다른 업무를 담당한다. 이 업무가 연금관리로서 외화관리도 도맡아 하고 있다. 연금의 자산과 외화보유고를 이용해 국제 펀드 시장에 투자하는 한편 고정수익을 올리고 환율시장에 투자하여 연금을 운용한다.

## 같이 보기
- 노르웨이의 경제
- 노르웨이 크로네